# فیض‌آباد (مازول، غرب)
فیض‌آباد روستایی در دهستان مازول بخش مرکزی شهرستان نیشابور استان خراسان رضوی ایران است.

## جمعیت
بر پایه سرشماری عمومی نفوس و مسکن در سال ۱۳۹۵ جمعیت این روستا ۲٬۴۱۴ نفر (۷۱۷خانوار) بوده‌است.